# SHININ' 〜虹色のリズム〜
「SHININ' 〜虹色のリズム〜」（シャイニン にじいろのリズム）は、日本の女性歌手MISIAの通算16作目となる2枚目の配信限定シングル。2005年11月22日にRhythmedia Tribeより発売。

## 解説
2005年11月22日に、MISIA全楽曲配信と同時に音楽配信サイトOCN MUSIC STOREにて配信が開始された。
花王「ビオレ」の2005秋冬CMに採用されていた楽曲である。
2005年12月21日に、Joe Claussellによるリミックス収録のアナログ・シングルとしても発売。

## 収録曲
1. SHININ' 〜虹色のリズム〜 [5:12]
作詞：MISIA／作曲・編曲：Joi